# 自由圣马力诺
自由圣马力诺（義大利語：Libera San Marino），简称自由（Libera），是圣马力诺的一个左翼政党，成立于2020年11月14日

## 历史
自由圣马力诺最初是几个政党于2019年10月14日所组成的联盟，这个联盟包括公民10运动、民主社会主义左翼、社会主义理想运动、改革与发展。专为2019年圣马力诺大选而组成。该联盟在大选中取得了10个席位，从而成为圣马力诺的第三大政治力量和议会中的主要反对派。
2020年11月13日至14日，新党的创始大会举行，联盟中的政治团体在此次大会中合并。马泰奥·恰奇被选举为首任政治秘书。

## 政策
自由圣马力诺提出了一个国家计划，其核心内容包括文化、环境、权利、工作和发展。

可持续发展
基于圣马力诺共和国的潜力和特点，并将联合国在《2030年议程》中定义的目标列为优先事项，自由圣马力诺党相信，对于本国来说，最重要的机遇是通过实现可持续发展来推动圣马力诺的发展。这其中包括平衡自然环境、公平干预措施、可持续经济形式，总结起来就是生态转型战略计划。
共和国
共和国必须使透明度和符合国际社会标准的进程不变，重新发挥正确行动的角色，为我们的历史和身份原则而奋斗，并通过加速欧洲一体化，抓住欧洲大市场提供的潜力。
自由圣马力诺认为
重新启动和支持发展的引擎和与国际资金的获取紧密相连，这些资金专门用于投资。而在此之前，需要进行一系列结构性改革，以确保债务可持续性，并保障社会福利、创新、现代化和科学研究。这样可以创造一个有利于发展的环境，其中官僚主义大幅减少，公共行政机构为企业和公民提供服务。

## 选举历史
| 选举年 | 领导人      | 得票  | %          | 席位    | +/– | 地位   |
| ------ | ----------- | ----- | ---------- | ------- | --- | ------ |
| 2019   | 卢卡·博斯基 | 2,964 | 16.49 (#3) | 10 / 60 |     | 反对党 |